# Nigel Williams-Goss
Nigel Williams-Goss (* 16. September 1994 in Happy Valley) ist ein US-amerikanischer Basketballspieler.

## Werdegang
Williams-Goss spielte als Jugendlicher für die Mannschaft Findlay Prep in Henderson (US-Bundesstaat Las Vegas). Die von einem Fahrzeughändler betriebene Mannschaft diente mehreren späteren Profispielern als Sprungbrett, darunter Tristan Thompson, Anthony Bennett und Christian Wood. 2013 wechselte er an die University of Washington, für deren Hochschulmannschaft Williams-Goss bis 2015 spielte. In der Saison 2014/15 war er bester Korbschütze (15,6 Punkte/Spiel) und Vorlagengeber (5,9 Vorlagen/Spiel) der Mannschaft, entschied sich im Frühling 2015 aber, die Hochschule zu verlassen. Williams-Goss schloss sich der Gonzaga University an, durfte aufgrund der Wechselbestimmungen der NCAA aber in der Saison 2015/16 nicht am Wettkampfbetrieb teilnehmen. 2016 gab Williams-Goss seinen Einstand in Gonzagas Hochschulmannschaft. In der Saison 2016/17 führte er Gonzaga mit 16,8 Punkten je Begegnung an, seine 4,7 Korbvorlagen je Begegnung waren ebenfalls der Mannschaftshöchstwert. Er erreichte mit der Mannschaft das Endspiel um den Meistertitel der ersten NCAA-Division. In diesem erzielte Williams-Goss 15 Punkte, verlor das Spiel mit Gonzaga aber gegen die University of North Carolina (65:71). Er wurde im Juni 2017 als Sportler des Jahres der West Coast Conference ausgezeichnet.
Williams-Goss wechselte ins Profilager, die NBA-Mannschaft Utah Jazz sicherte sich beim Draftverfahren im Juni 2017 die Rechte am Aufbauspieler. Er begann seine Laufbahn als Berufsbasketballspieler bei der serbischen Spitzenmannschaft KK Partizan Belgrad, mit der er 2018 den serbischen Pokalwettbewerb gewann. In der Saison 2018/19 stand Williams-Goss bei Olympiakos Piräus unter Vertrag. In den Farben der griechischen Mannschaft spielte er erstmals in der EuroLeague (30 Einsätze: 9,2 Punkte/Spiel während der Saison 2018/19). Im Juli 2019 wurde er von der NBA-Mannschaft Utah Jazz mit einem Vertrag ausgestattet. Er bestritt in der Saison 2019/20 elf NBA-Spiele, in denen seine Einsatzzeit im Mittel unter fünf Minuten lag. Mehr Einsatzzeit erhielt Williams-Goss bei den Salt Lake Stars in der NBA G-League (17 Einsätze: 15,3 Punkte/Spiel), für die er dank eines Zweiwegevertrags spielberechtigt war. Mitte Dezember 2020 wurde er aus Utahs Aufgebot gestrichen.
Er wechselte im Januar 2021 zu Lokomotive Kuban Krasnodar nach Russland. Im europäischen Vereinswettbewerb EuroCup erreichte Williams-Goss für Krasnodar Mittelwerte von 17 Punkten, 5,2 Korbvorlagen und 2,3 Ballgewinnen. Mitte Juli 2021 nahm ihn der spanische Großklub Real Madrid unter Vertrag. Im Juni 2022 gewann er mit Madrid die spanische Meisterschaft, Williams-Goss kam in der Meistersaison in der Liga ACB auf einen Mittelwert von 7,4 Punkten je Begegnung. Im Mai 2023 gewann er mit Real die EuroLeague, im Endspiel erzielte er neun Punkte.
In der Sommerpause 2023 ging er zu Olympiakos Piräus zurück. 2025 wurde er mit der Mannschaft griechischer Meister. Im Juni 2025 wurde Williams-Goss von der litauischen Spitzenmannschaft Žalgiris Kaunas verpflichtet.

### Nationalmannschaft
2013 wurde er mit der U19-Nationalmannschaft der Vereinigten Staaten Weltmeister.